# Narodni park Kibale
Narodni park Kibale je narodni park v zahodni [[Uganda|Ugandi]g, ki varuje vlažen zimzelen deževni gozd. Velik je 766 kvadratnih kilometrov in se razteza med 1100 metri in 1600 metri nadmorske višine. Kljub temu, da obsega predvsem vlažen zimzeleni gozd, vsebuje pestro paleto pokrajin. Kibale je eno zadnjih preostalih prostranstev, ki vsebuje tako nižinske kot gorske gozdove. V vzhodni Afriki vzdržuje zadnje večje območje predgorskega gozda.
Park je bil objavljen leta 1932 in uradno ustanovljen leta 1993, da bi zaščitil veliko gozdno območje, ki je bilo prej upravljano kot gozdni rezervat. Park tvori neprekinjen gozd z narodnim parkom kraljice Elizabete. Ta meja parkov ustvarja 180 km koridor divjih živali. Je pomembna destinacija za ekoturizem in safari, znana po svoji populaciji navadnih šimpanzov in dvanajstih drugih vrst primatov. To je tudi lokacija biološke postaje Makerere University.

## Domačini in park
Na območju okoli parka živita dve veliki plemeni, Batooro in Bakiga. Park uporabljajo za hrano, gorivo in druge vire s pomočjo Uganda Wildlife Authority. V zadnjem stoletju se je prebivalstvo okoli parka povečalo za sedemkrat. Špekulira se, da je to zato, ker park neposredno prinaša prihodke tistim, ki živijo okoli njega, turistična industrija pa ustvarja delovna mesta. Poleg tega mnogi kmetje verjamejo, da je zemlja boljša za gojenje pridelkov vse leto. To povečanje prebivalstva je povzročilo razdelitev in razvoj območja okoli parka ali pretvorbo v nasade in kmetijska zemljišča, povpraševanje po drveh pa potrjuje pritisk na habitat prostoživečih živali v parku. Sekanje dreves za gorivo je že obremenilo številna gozdna območja zunaj Kibale.

## Biotska raznovrstnost
Narodni gozd Kibale ima eno največjih raznolikosti in koncentracije prvakov v Afriki. Je dom velikemu številu ogroženih šimpanzov, pa tudi rdečega kolobusa (rod Piliocolobus) (status: ogrožen) in redke L'Hoestove opice (Cercopithecus lhoesti) (ranljiva).
V narodnem parku Kibale živi 13 vrst primatov. Park ščiti več dobro raziskanih habituiranih skupnosti vzhodnih šimpanzov, pa tudi več vrst srednjeafriških opic, kot je ugandski mangabej (Lophocebus ugandae), ugandski rdeči kolobus (Procolobus tephrosceles) in L'Hoestova opica. Drugi primati, ki jih najdemo v parku, so navadna gvereza (Colobus guereza) in Diademska zamorska mačka (Cercopithecus mitis). Populacija slonov v parku potuje med parkom in narodnim parkom kraljice Elizabete. Drugi kopenski sesalci, ki jih najdemo v narodnem parku Kibale, so rdeči gozdni duiker (Cephalophus natalensis) in modri duiker (Philantomba monticola), imbabala (Tragelaphus sylvaticus), sitatunga (Tragelaphus spekii), zakrinkana svinja (Potamochoerus larvatus), orjaška gozdna svinja, svinja bradavičarka in Kafrski bivol. Med mesojedimi živalmi so leopard, zlata mačka, serval, različni mungosi in dve vrsti vidre. Poleg tega park občasno obiščejo levi.
Življenje ptic je tudi plodno. Park se ponaša s 325 vrstami ptic, vključno z oljčno dolgorepo kukavico, zahodno ptico, [5] dvema vrstama pitt (afriško in zelenoprso) in sivo papigo. Drozg (Turdus kibalensis) je endemit narodnega parka Kibale.

### Prvaki
Narodni gozd Kibale ima nekaj največjih vrst prvakov na tem območju. Obstaja veliko vrst prvakov in te vrste vztrajajo na manj motenih območjih gozda v svojih naravnih habitatih. Obstajajo motnje, ki ovirajo nekatere od teh vrst. Učinke beleženja je posebej preučevalo nekaj ljudi. Večina študij ugotavlja, da se zdi, da sečnja negativno vpliva na vrsto, vendar obstajajo nekatera protislovja. Nekatere vrste primatov se manj pogosto pojavljajo na posekanih območjih, druge pa niso bile prizadete.
Degradirana zemljišča nastanejo, ko se zemljišče izkrči za kmetijstvo in se po nekaj letih opusti. Ta zemljišča se vračajo z različnimi stopnjami in nekatera ne kažejo možnosti ponovne zarasti. Vpliv teh zemljišč na primate je še vedno nekoliko neznan, vendar so nekatere študije začele iskati odgovore. Večina primatov je enakomerno porazdeljenih po celotnem gozdu, ne glede na to, ali je prišlo do posega kmetovanja ali ne. Različne vrste imajo različne prehranske navade in mnoge vrste so listojede. Ena študija je dejansko pokazala, da navadna gvereza (Colobus guereza) je mlajše liste namesto starejših listov (to naj bi se zgodilo, ker imajo listi več beljakovin in so lažje prebavljivi).

### Rastlinstvo
V vlažnih tropskih gozdovih parka je približno 229 vrst dreves. Nekatere ogrožene lesne vrste dreves so Cordia millenii, Entandrophragma angolense in rjavi mahagoni (Lovoa swynnertonnii). V gozdnem podrastju prevladujejo grmičevje in zelišča, odporna na senco, med katerimi sta Palisota schweinfurthii in marmorna jagoda (Pollia condensata), poleg praproti in širokolistnih trav.

## Gospodarjenje z gozdovi
V parku je bilo izvedenih veliko študij, da bi ocenili dejavnike, ki vplivajo na obnovo gozdov in tehnike gospodarjenja z gozdovi. Ena od takšnih rezultatov študije je pokazala, da bi lahko obnovo gozdov dosegli s preprečevanjem požarov v parku in omogočanjem naravnega razvoja, tako da bi se travišča, nastala zaradi človekove dejavnosti, lahko naravno obnovila v gozdove. Rezultati so pokazali, da so imele parcele znotraj parka najdaljšo zgodovino požarne izključenosti in največjo raznolikost drevesnih vrst. Drevesne vrste, ki zahtevajo razpršitev svojih semen po živalih, so bile na ploskvi z najdaljšim trajanjem požarne izključenosti veliko bolj razširjene kot vrste, ki niso razpršene po živalih. To nakazuje, da so bile tudi živali, ki raznašajo seme, bolj številčne na območjih, kjer je požar izključen. Nazadnje, prisotnost razpršilcev semen in živalsko razpršenih vrst dreves na nekaterih travniških površinah kaže, da lahko zatiranje požarov in omogočanje naravnega razprševanja semen spodbudi regeneracijo gozdov. Druga študija je ocenila uporabo nasadov eksotičnih borovcev in cipres kot tehniko obnove gozdov v parku. Ta študija je pokazala visoko stopnjo naravne regeneracije avtohtonih dreves znotraj borovih nasadov, najverjetneje zaradi uporabe teh nasadov s strani živali, ki raznašajo semena, kot so rdečerepe opice, šimpanzi, duikerji in prašiči, ki so bili vsi nameščeni ali zasledeni znotraj nasadov.

## Projekt divje kave
Coffea canephora znana kot kava Robusta izvirno raste v gozdnem območju Kibale. Od leta 1999 do 2002 so bili vloženi napori, da bi to kavo komercializirali kot vrhunsko potrošniško blagovno znamko, ki posnema in širi uspeh sence, pridelane v Srednji Ameriki. Prihodki od proizvodnje kave so bili namenjeni financiranju dejavnosti varstva.
Začetno financiranje razvoja projekta je zagotovil USAID. Projekt je bil izveden s financiranjem fundacije Ford in 750.000 $ iz Sklada Svetovne banke za globalno okolje. Projekt je imel začetni uspeh pri vzpostavitvi lokalnih proizvodnih standardov in postopkov ter nadzorne infrastrukture. Sprva ga je vodila Ugandska trgovinska zveza za kavo, dokler ni bila ustanovljena neodvisna ameriška neprofitna fundacija Kibale Forest Foundation, ki je prevzela projekt. Trajnostni letni pridelek je bil ocenjen na 680 kg. Organsko certificiranje je izdalo švedsko podjetje za označevanje KRAV. Pozneje je bilo ugotovljeno, da ni bilo povpraševanja po izdelku, saj se sorta robusta dojema kot manjvredna kavi arabica, ki jo običajno povprašuje vrhunski trg. Distributerji kave so zavrnili različne sheme mešanja. Vodje projekta so ocenili, da bo za ustvarjanje povpraševanja potrebnih 800.000 USD izdatkov za trženje.